# Jon Van Caneghem

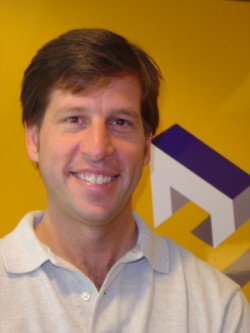
Jon Van Caneghem (2011)

Jon Van Caneghem (* 1962/1963) ist ein US-amerikanischer Computerspiel-Entwickler und Gründer des Entwicklungsstudios New World Computing, das viele erfolgreiche Rollenspiel-Titel veröffentlichte.
Zu Van Caneghems größten Erfolgen gehören die Spieleserien Might and Magic und Heroes of Might and Magic, die sich bis heute über 20 Millionen Mal verkauften. Die beiden Spielereihen wurden in die Computer Gaming World Hall of Fame aufgenommen und in über fünfzehn Sprachen übersetzt.

## Karriere

### New World Computing – Gründung 1983 (oder 84)
Im Jahr 1983 oder 1984 gründete er zusammen mit Marc Caldwell das Unternehmen „New World Computing“, das er von seinem kleinen Apartment in Hollywood aus führte.
Sein erstes Spiel war das von Ultima, Wizardry und seinen Dungeons-&-Dragons-Erfahrungen inspirierte Rollenspiel Might and Magic Book 1: The Secret of the Inner Sanctum für den Apple II, das 1986 nach drei Jahren Entwicklungszeit veröffentlicht wurde.
Van Caneghem übernahm hierbei noch fast alle Arbeiten (Programmierung, Grafiken, Story-Entwicklung) selbst. Zunächst fand er keinen Publisher und so verkaufte er das Spiel in Eigenregie per Post. Das Spiel wurde zum Hit, und Van Caneghem verkaufte über 5000 Kopien, bis Activision an ihn herantrat und den professionellen Vertrieb übernahm.
Es folgten die Fortsetzung Might and Magic 2: Gates to Another World (1988) und Nuclear War (1989). Ebenfalls 1989 entwickelte er zusammen mit einem japanischen Entwicklerteam das Rollenspiel Tunnels & Trolls – Crusaders of Khazan (basierend auf dem frühen Rollenspielsystem Tunnels & Trolls) für den japanischen Markt und die damals populären NEC-PC-Systeme.
In Japan wurde dieses Spiel zu einem Vorbild für PC-Rollenspiele der 90er Jahre.
Nach dem rundenbasierten Fantasy-Strategiespiel King’s Bounty (1990) und dem Science-Fiction-Strategie-Rollenspiel Planet’s Edge (1991) folgten die nächsten drei Teile der Might-and-Magic-Reihe. Bei der Entwicklung von Might and Magic 3 (1992), seinem ersten Titel für den PC, arbeitete er erstmals mit weiteren Programmierern zusammen.
1995 erschien der erste Teil seiner bis heute beliebten Reihe Heroes of Might and Magic, ein rundenbasiertes Strategiespiel, das neue Maßstäbe in diesem Genre setzte.
Das Spiel war eine Fortsetzung seines Spieles Kings Bounty, wurde während der Entwicklung aber umbenannt, um vom Erfolg der Rollenspielserie Might and Magic profitieren zu können.
1996 entschloss sich Van Caneghem, New World Computing an 3DO zu verkaufen.
Die Spielebranche hatte sich geändert, die Entwicklungskosten schnellten in die Höhe und neue Entwicklungsstudios mit riesigen Budgets und einem neuen Finanzierungsmodell waren entstanden.
Er entschied sich, das Unternehmen zu verkaufen, um sich ganz auf die Entwicklung zu konzentrieren und alle unternehmerischen Entscheidungen und Risiken anderen überlassen zu können.
Aus diesem Verkauf erhielt er 135.000 3DO-Aktien (damals etwa 12,5 % aller 3DO-Aktien).
Ein weiterer Grund für Van Caneghem, sich 3DO anzuschließen, war die Aussicht ein Might-and-Magic-Onlinespiel entwickeln zu können. Im Onlinebereich sah Van Caneghem die Zukunft der Computerspiele und 3DO besaß durch das MMORPG Meridian 59 bereits die gesamte benötigte Infrastruktur.
Letztlich wurde das Projekt jedoch nie umgesetzt, da sich die Kosten eines derartigen Projektes auf das Mehrfache eines PlayStation-2-Spiels beliefen und mehrere Einzeltitel für 3DO mehr Umsatz versprachen. Der neue Besitzer 3DO hatte auch großen Einfluss auf Van Caneghems nächste Spiele. Um den Umsatzzuwachs weiter zu erhöhen, verlangte 3DO von seinem Entwicklerteam, jedes Jahr ein neues M&M-Spiel oder ein Heroes-Produkt fertigzustellen – einige sogar in zehn Monaten oder weniger.
Aufgrund dieser aufgezwungenen Eile—Spiele dieses Genres benötigen üblicherweise etwa 2 bis 3 Jahre Entwicklungszeit—war Van Caneghem gezwungen, Kompromisse in der Entwicklung einzugehen und auf allzu große Innovationen zu verzichten.
Er protestierte gegen diese Geschäftspolitik, erreichte jedoch bei der nur auf Verkaufszahlen achtenden Geschäftsleitung nur wenig. Schließlich gab er es auf.
An Heroes of Might and Magic IV war er zuerst nur in den ersten Entwurfsphasen beteiligt.
Als die Entwicklung des Spieles jedoch aus dem Ruder lief, musste er bei der Fertigstellung des Spieles helfen, um es in einen Zustand zu versetzen, indem es veröffentlicht werden konnte.
Am letzten Teil der M&M-Reihe, Teil 9, war er fast gar nicht mehr beteiligt. In Interviews sagte Van Caneghem später, dass wenn es nach ihm gegangen wäre, das Spiel nie in den Handel gelangt wäre.
Im Sommer 2003 erklärte 3DO den Bankrott.
Die Rechte an Might and Magic und Heroes of Might and Magic wurden von Ubisoft erworben.
Ab Juni 2004 arbeitete er kurzzeitig als Ausführender Produzent für die US-Abteilung des Publishers NCsoft, wo man sich auf die Entwicklung von MMOGs spezialisiert hat.
Dort arbeitete er unter der Leitung von Designerlegende Richard Garriott an der Entwicklung eines unangekündigten Onlinespiels. Noch im selben Jahr trennten sich Van Caneghem und NCsoft stillschweigend wieder.

### Trion World Network – seit 2006
Im September 2006 gründete Van Caneghem zusammen mit Lars Buttler (früher Vize-Präsident des Bereichs Global Online bei Electronic Arts) das Unternehmen Trion World Network mit Sitz in Redwood City, Kalifornien.
Das Unternehmen spezialisiert sich auf Entwicklung und Vertrieb plattformübergreifender Online- bzw. Episodenspiele. Dort leitete er die Entwicklung des ersten Spieles von Trion, des MMORPGs Heroes of Telara.
Im April 2009 verließ Van Caneghem noch vor der Veröffentlichung des Spieles überraschend das Unternehmen.
Im Februar 2011 übernahm Van Caneghem die Leitung von Victory Games, eines neugegründeten Studios für Strategiespiele bei Electronic Arts.
Als Game Manager wird er für die Entwicklung eines neuen Teils der Command-&-Conquer-Serie verantwortlich sein.
Seit Dezember firmiert das Unternehmen unter dem Namen „BioWare Victory“ und untersteht damit formal der Leitung der BioWare-Gruppe.
Bei der Entwicklung neuer Spiele konzentriert sich Van Caneghem laut eigenen Aussagen zuerst auf die Technologien, die das Spiel benutzen wird.
Erst danach beschäftigt er sich mit dem Gameplay und dann mit der Handlung.
Van Caneghem ist verheiratet und seine Frau Debbie half bei der Entwicklung vieler seiner Spiele.
Van Caneghems Schwester Michaela war ebenfalls an der Entwicklung der ersten beiden Might-and-Magic-Teile beteiligt.

## Spielegeschichte
- 1986: Might and Magic: The Secret of the Inner Sanctum
- 1988: Might and Magic II: Gates to Another World
- 1989: Nuclear War
- 1990: Tunnels & Trolls: Crusaders of Khazan
- 1990: King’s Bounty
- 1991: Planet's Edge
- 1991: Might and Magic III: Isles of Terra
- 1992: Might and Magic IV: Clouds of Xeen
- 1993: Might and Magic V: Darkside of Xeen
- 1994: Zephyr
- 1994: Hammer of the Gods
- 1994: Erben der Erde
- 1995: Multimedia Celebrity Poker
- 1995: Heroes of Might and Magic: A Strategic Quest
- 1995: Anvil of Dawn
- 1995: Wetlands
- 1996: Spaceward Ho! IV for Windows
- 1996: Empire II: The Art of War
- 1996: Heroes of Might and Magic II: The Succession Wars
- 1997: Heroes of Might and Magic II: The Price of Loyalty
- 1998: Might and Magic VI: The Mandate of Heaven
- 1999: Might and Magic VII: For Blood and Honor
- 1999: Heroes of Might and Magic III
- 2000: Might and Magic VIII: Day of the Destroyer
- 2000: Heroes Chronicles: Warlords of the Wastelands
- 2001: Legends of Might and Magic
- 2002: Might and Magic IX
- 2002: Heroes of Might and Magic IV
- 2011: RIFT